# 대륙

움직이는 색으로 다양한 대륙의 분류를 보여주는 지도

대륙(大陸, 영어: continent)은 지구 표면에 거대한 면적을 가진 육지를 말한다. 일반적으로 엄격한 기준보다는 관습에 의해 정의된다. 6대륙이란 가장 큰 순부터 작은 순으로 나열하면 아시아 · 아메리카 · 아프리카 · 남극 · 유럽 · 오세아니아가 있다.
판 구조론은 대륙의 이동 · 충돌 · 분리의 지질학적 과정을 설명하는 학설로 이전의 대륙 이동설이 발전하여 성립된 것이다.

## 정의와 적용
대륙이라는 단어는 근대화 이전에는 사용하지 않던 단어이며 영어에서 유럽 대륙을 지칭하는 "Continent"를 일본에서 한자로 "대륙"이라고 표현하면서 아시아에서도 사용되기 시작한 단어이다. 유럽 대륙, 북미 대륙, 남미 대륙 등으로 표현한다. 중국의 경우 한반도, 일본 열도 등과 같은 표현으로 중국 국내에서는 "중국 대륙"이라는 표현을 즐겨 쓰지만 독일과 프랑스가 유럽 대륙에 존재한다고 독일 대륙, 프랑스 대륙이라고 부르지 않듯이 해당 "중국 대륙"이라는 표현은 잘못된 표현이다. 미국 대륙이라는 표현 또한 잘못된 것으로 정확한 표현은 북미 대륙이다.
대륙은 "광대하고 연속된 땅으로 외양에 의해 분리되는 육지"로 정의할 수 있다. 기준에 따라 대륙을 나누는 방법은 여러가지이나 일반적으로 7 대륙의 구분이 널리 사용되고 있다. 대륙으로 불릴 수 있는 육지의 크기는 그린란드를 기준으로 하고 있다. 이 기준에 따라 면적이 2,166,086 km2인 그린란드는 섬으로, 7,617,930km2인 오스트레일리아는 대륙으로 구분된다. 이러한 기준으로 보면 육지로 연결되어 있는 북아메리카와 남아메리카, 아프리카와 아시아 및 유럽은 하나의 대륙으로 취급할 수도 있다. 그러나 태평양이나 대서양과 같은 해양을 필요에 따라 남북으로 구분하여 부르는 것과 같이 대륙의 구분 역시 관점에 따라 달라질 수 있다.
한편, 대륙에 인접한 대륙붕과 대륙에 인접한 섬들도 해당 대륙에 딸린 것으로 본다. 예를 들어 유럽에는 대륙 자체와 함께 브리튼 제도, 아이슬란드와 같은 섬들도 유럽의 부속 도서라고 볼 수 있다.

### 대륙의 수
| 모델                                                                                            | 모델       | 모델       | 모델 | 모델            | 모델            | 모델            | 모델       | 모델 |
| ----------------------------------------------------------------------------------------------- | ---------- | ---------- | ---- | --------------- | --------------- | --------------- | ---------- | ---- |
| 다양한 대륙을 보여주는 색깔이 입혀진 이불지도. 비슷한 색은 병합되거나 세분화되는 지역을 뜻한다. |            |            |      |                 |                 |                 |            |      |
| 7 대륙                                                                                          | 북아메리카 | 남아메리카 | 남극 | 아프리카        | 유럽            | 아시아          | 오세아니아 |      |
| 6 대륙                                                                                          | 북아메리카 | 남아메리카 | 남극 | 아프리카        | 유라시아        | 유라시아        | 오세아니아 |      |
| 6 대륙                                                                                          | 아메리카   | 아메리카   | 남극 | 아프리카        | 유럽            | 아시아          | 오세아니아 |      |
| 5 대륙                                                                                          | 아메리카   | 아메리카   | 남극 | 아프리카        | 유라시아        | 유라시아        | 오세아니아 |      |
| 4 대륙                                                                                          | 아메리카   | 아메리카   | 남극 | 아프로·유라시아 | 아프로·유라시아 | 아프로·유라시아 | 오세아니아 |      |

## 면적
| 크기            | 크기                              | 크기    |
| --------------- | --------------------------------- | ------- |
| 대륙            | 넓이(km2)                         | 비율(%) |
| 아프로-유라시아 | 84,980,000                        | 57      |
| 유라시아        | 54,759,000                        | 36.7    |
| 아시아          | 44,579,000                        | 29.9    |
| 아프리카        | 30,211,000                        | 20.2    |
| 북아메리카      | 24,709,000                        | 16.5    |
| 남아메리카      | 17,840,000                        | 11.9    |
| 남극            | 14,000,000                        | 9.3     |
| 유럽            | 10,180,000                        | 6.8     |
| 오세아니아      | 8,536,000                         | 5.7     |
| 지구            | 510,072,000:전체/148,940,000:육지 |         |

## 같이 보기
- 본토